# Frederico de Hesse-Darmstadt
Frederico de Hesse-Darmstadt (28 de fevereiro de 1616 - 19 de fevereiro de 1682) foi cardeal real da Áustria.

## Família
Frederico era o filho mais novo do conde Luís V de Hesse-Darmstadt e da marquesa Madalena de Brandemburgo. Os seus avós paternos eram o conde Jorge I de Hesse-Darmstadt e a condessa Madalena de Lippe. Os seus avós maternos eram o príncipe-eleitor João Jorge de Brandemburgo e a princesa Isabel de Anhalt-Zerbst.

## Vida
Nascido numa família luterana, Frederico converteu-se ao catolicismo em 1636, entrando na Ordem de São João de Jerusalém. Tornou-se grão-prior da ordem na Alemanha em 1647 e depois viajou por Itália, Espanha e Alemanha.
Em 1652, foi elevado a cardeal pelo papa Inocêncio X e participou no conclave papal de 1655.
Foi nomeado legado papal (juntamente com o cardeal Carlos Fernando de Médici) da rainha Cristina da Suécia quando esta se converteu ao catolicismo e chegou a Roma em novembro de 1655.
Em 1617, foi eleito bispo de Breslau e depois nomeado administrador da região durante seis meses a partir de outubro de 1671. Morreu em Breslau a 19 de fevereiro de 1682.